# Meituan
Meituan (кит. 美团网, пиньинь Mĕituánwǎng, палл. Мэйтуа́нь), ранее была известна как Meituan Dianping — китайская интернет-компания, управляющая платформой электронной коммерции (специализируется на приёме локальных заказов, доставке еды из ресторанов, продуктов из магазинов, цветов, подарков и других товаров, прокате электровелосипедов и электросамокатов, а также на оказании других услуг). Компанию основал Ван Син в 2010 году в Пекине.

## История

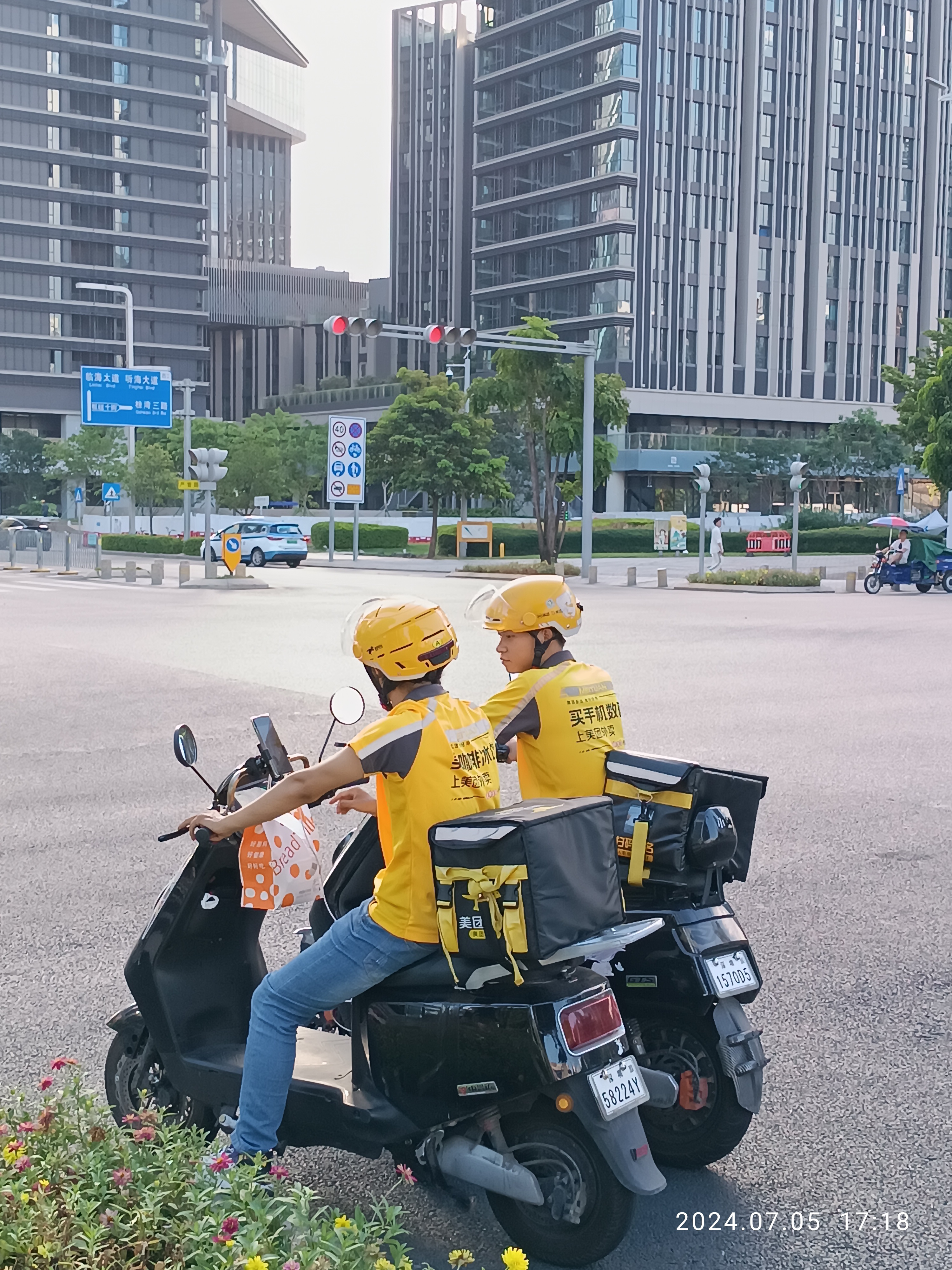
Курьеры Meituan в Шэньчжэне

Пилотный проект Meituan развернулся в Шанхае и Пекине, и достаточно быстро расширился на города второго и третьего уровня. Компания стала быстро расти и к маю 2014 в ней работало уже 5 тыс. человек.
К 2015 аудитория сети составляла более 200 миллионов пользователей. После быстрой консолидации с множеством мелких компаний, работающих по схеме  "сделка дня" (deal of the day), Meituan заняла доминирующее положение в Китае. В середине 2000-х годов в стране насчитывалось около 2 тыс. компаний, распространяющих ваучеры, но в результате жёсткой конкуренции в индустрии лишь немногим удалось выжить и добиться лидерства. В 2014 году Meituan занял 60 % рынка "deal-of-the-day" и групповых покупок в Китае. Компании удалось получить начальное финансирование в 12 млн долларов США от фонда Sequoia Capital.
8 октября 2015 года Meituan и Dianping объявили о слиянии в одну компанию, образовав группу Meituan-Dianping. Компания Dianping (dianping.com) являлась агрегатором отзывов клиентов о ресторанах и прочих услугах, подобно Yelp или TripAdvisor, а также специализировалась на организации групповых покупок, подобно Groupon. После слияния Meituan-Dianping стала одной из крупнейших фирм, обеспечивающих платформу для просмотра видео онлайн и дистрибуции медиа-контента (Video on demand).
19 января 2016 года группа Meituan-Dianping объявила об обороте в 3,3 млрд долларов. По состоянию на апрель 2018 года аудитория Meituan-Dianping составляла 290 миллионов активных пользователей и 600 миллионов зарегистрированных пользователей. 20 сентября 2018 года Meituan-Dianping вышла на Гонконгскую фондовую биржу с начальной стоимостью акции HK$69.
С начала 2020 года компания Meituan активно развивала доставку заказов с помощью автоматических транспортных средств и дронов. По состоянию на первое полугодие 2020 года на компанию Meituan работало 2,95 млн курьеров по доставке товаров.
В 2021 году Meituan запустила свою первую коммерческую службу доставки БПЛА (дронами) в городе Шэньчжэнь. В первом квартале 2023 года общие операционные доходы Meituan составили 58,6 млрд юаней, увеличившись на 26,7 % в годовом исчислении; операционная прибыль компании составила 3,59 млрд юаней (509 млн долл. США), что позволило ей избавиться от убыточности.
В декабре 2024 года группа Meituan вышла на зарубежный рынок: её дочерняя компания Keeta Drone запустила службу доставки дронами в Дубае.

## Сетевой маркетинг
Meituan обеспечивает в Китае платформу O2O (online-to-offline) для организации местного сервиса, объединяя более 240 миллионов покупателей и пять миллионов местных продавцов в единую систему электронной коммерции. К системе подключилось 600 миллионов пользователей и 4,5 миллионов деловых партнёров, и сеть охватила почти всю страну. 35 миллионов человек использовало сервис каждый день.